# Либий Север
Либий Север (лат. Libius Severus; умер 15 августа 465, Рим) — император Западной Римской империи, правивший в 461—465 годах.
По данным некоторых источников, Либий Север происходил из Лукании. Предположительно он принадлежал к сенатскому сословию, но достоверно о его жизни до прихода к власти ничего не известно. Либий Север был провозглашён императором в ноябре 461 года по воле всесильного полководца Рицимера, некоронованного правителя Италии. Никакой реальной власти он не имел и ничем не проявил себя во время правления. Либию Северу не удалось получить признание императора Востока Льва I Макеллы. В конце лета 465 года (по всей видимости, 15 августа) он скончался (возможно, отравлен по приказу Рицимера).

## Биография

### Происхождение и карьера

Лукания на карте Южной Италии

Источники, рассказывающие о Либии Севере, весьма малочисленны и скупы на подробности. «Хроника» Кассиодора и «Галльская хроника» 511 года сообщают, что этот император был родом из Лукании (области, расположенной на юго-западе Апеннинского полуострова). Подтверждение этой версии может содержаться в панегирике императору Антемию, принадлежащем перу Сидония Аполлинария. Там говорится, что после смерти Севера в Рим устремилась Энотрия — персонификация топонима, которым в поэзии обозначали либо всю Италию, либо только область на юге, примерно совпадавшую в своих границах с Луканией. Где именно родился будущий император, неизвестно. Джузеппе Антонини цитировал «Хронику Меркурия» IX века с упоминанием «разрушенного дома» в городе Буссенто, «в котором родился император Либий Север»; скорее всего, этой хроники никогда не существовало, но некоторые учёные всё-таки готовы признать именно Буссенто (античный Буксент) местом рождения Севера. Лука Манделли в XVII веке видел в городе Диано (Теджано) надпись SEVERO AVG, которую связывал с именем Ливия. «То, что этому малоизвестному императору декурионами по публичному декрету на большой площади в Диано была поставлена статуя, — написал он, — заставляет меня поверить, что он был нашим согражданином». Однако современные исследователи полагают, что автор надписи имел в виду Флавия Севера, правившего на полтора века раньше.
Не сообщают источники и полное имя Либия Севера. Из найденного в Египте папируса, датированного 462 годом, можно сделать вывод, что этот император носил номен Флавий. Существует версия, что имя Либий (Libius) — это всего лишь исковерканный луканским произношением распространённый римский номен Ливий (Livius), который был зафиксирован на письме из-за невежества Севера. Ни в одном из источников нет варианта Ливий, который бы употреблялся по отношению к Северу, так что эта гипотеза считается ошибочной. В то же время учёные отмечают, что в рукописях V века буквы B и V часто смешивались, а номен Либий достаточно странен.
Византийский летописец VIII века Феофан Исповедник и автор Пасхальной хроники сообщают, что Либий Север имел прозвище Серпентий (Serpentius). Немецкий историк Ральф Шарф считает эти сообщения неправдоподобными, так как прозвище, происходящее от латинского названия змеи (serpens), по его мнению, звучало бы унизительно. Авторы Prosopography of the Later Roman Empire поддерживают Шарфа и предполагают, что в этом месте текст был испорчен. Итальянский исследователь Федерико Ла Грека признаёт такое прозвище странным, но допускает, что оно в самом деле существовало. Север мог стать Серпентием уже после прихода к власти из-за чеканки монет, на которых он попирает ногами змею с человеческой головой.
О жизни Севера до прихода к власти неизвестно абсолютно ничего. Историки предполагают, что он занимал какие-то государственные посты и принадлежал к сенатскому сословию: в противном случае римская аристократия восприняла бы возвышение Севера как личное оскорбление, а Рицимер, назначавший императоров в ту эпоху, не мог допустить такого. Известно, что вся Лукания контролировалась в V веке несколькими могущественными семействами, члены которых становились римскими сенаторами; ещё со времён Юлиев-Клавдиев в столичном сенате существовало достаточно влиятельное луканское землячество, к которому и мог принадлежать Север. Теоретически он мог занимать гражданские должности, но наверняка не был связан с армией. Английский историк Эдвард Гиббон считал, что до прихода к власти Либий Север вёл частную жизнь.

### Ситуация в Западной Римской империи

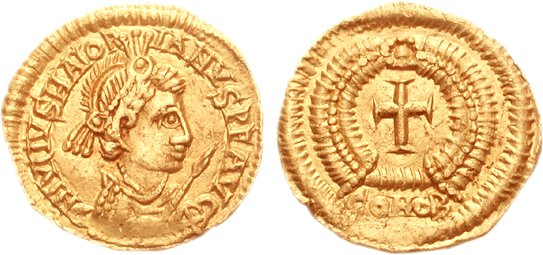
Майориан, предшественник Либия Севера

К тому моменту, когда Либий Север получил власть над Западной Римской империей, в этом государстве сложилась непростая ситуация. В 455 году заговорщики убили последнего представителя династии Феодосия на Западе Валентиниана III. Организатор убийства, сенатор по имени Петроний Максим, стал императором и заставил вдову Валентиниана Лицинию Евдоксию выйти за него замуж. По легенде, чтобы отомстить второму мужу, та отправила королю вандалов Гейзериху письмо с просьбой напасть на Рим и наказать Максима. Гейзерих, искавший повод для нападения на империю, высадился с армией в устье Тибра в июне 455 года. Петроний был убит, а его тело разорвали на куски. Последовавшее на этим разграбление Рима вандалами ознаменовало собой начало окончательного разрушения Западной Римской империи.

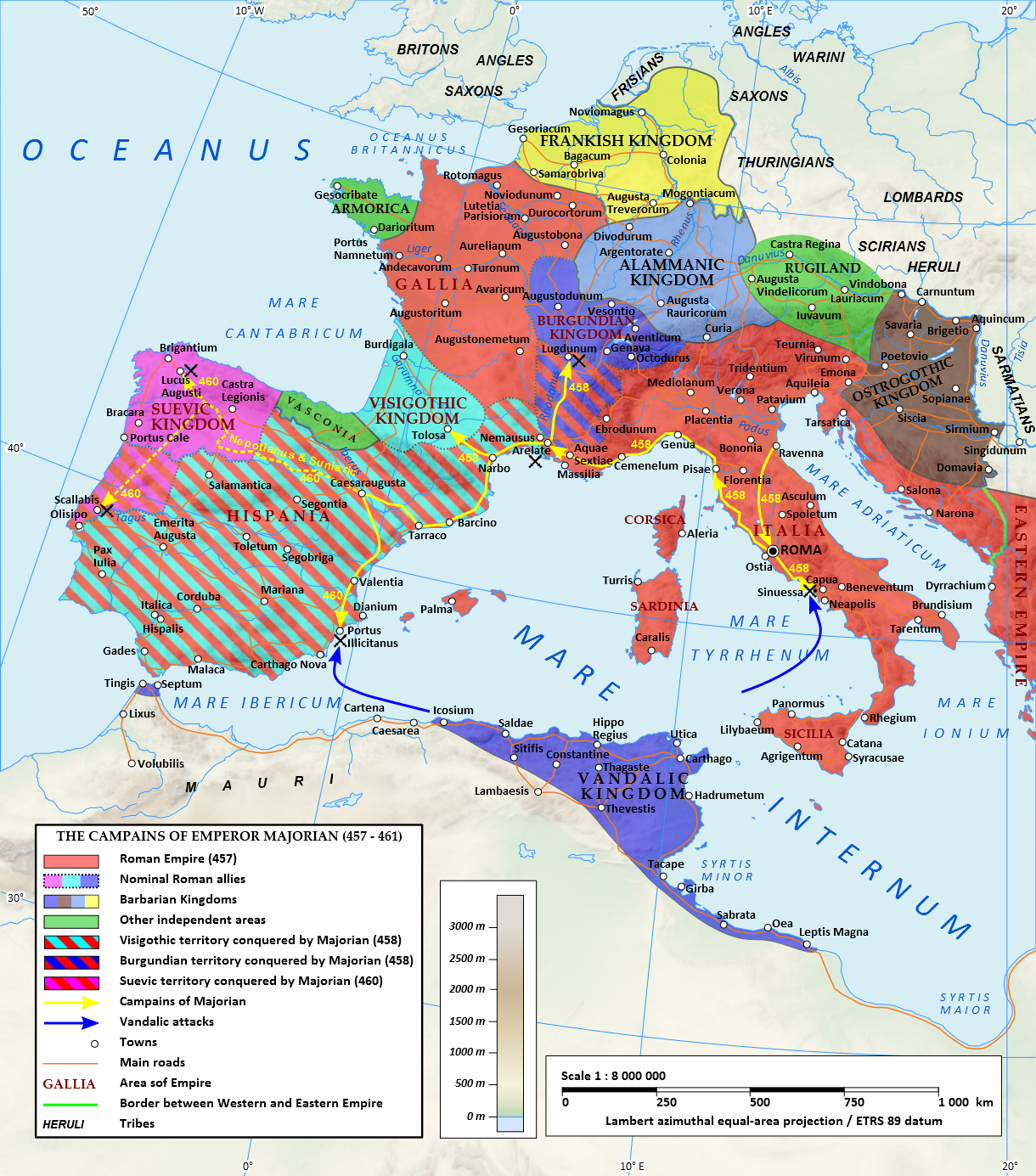
Западная Римская Империя в 460 году. Красным окрашены территории, которые контролировал Майориан

В июле 455 года в Галлии при поддержке вестготского короля Теодориха II был провозглашён императором местный аристократ Авит. Сенат и народ Рима его признали, но завоевать популярность Авит не смог. В 456 году часть сената завязала тайные сношения с полководцем Рицимером, происходившим из свевов, который был военным магистром всех западных войск. Рицимер поднял мятеж, и Авиту пришлось отречься от власти. Бывший император получил разрешение стать епископом Плаценции; в пути он узнал, что приговорён сенатом к смерти, попытался бежать в Галлию, но в пути скончался от моровой язвы.
Теперь Рицимер стал фактическим правителем Италии. В апреле 457 года он провозгласил императором военачальника Майориана. Тот простил налоговые недоимки, попытался прекратить произвол администрации, укрепил императорскую власть в провинциях. Майориан разгромил готского короля Теодориха II и вернул под контроль Рима Испанию и большую часть Галлии. Затем император решил отомстить вандалам. В кратчайшее время в Испании было построено триста кораблей. Однако Гейзерих неожиданно напал на римский флот, часть которого он сжёг, а часть захватил. В августе 461 года неподалёку от Тортоны в армии начался мятеж при поддержке Рицимера. Майориана вынудили сложить с себя императорские полномочия. Вскоре он умер — либо был убит, либо стал жертвой болезни.

### Приход к власти

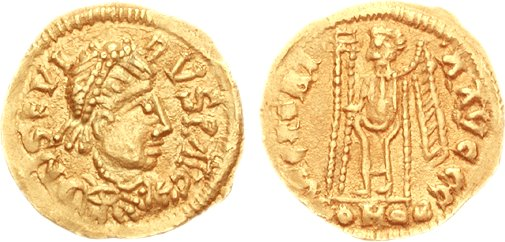
Портрет Либия Севера на тремиссе

Согласно общепринятому мнению, в течение трёх с половиной месяцев после смерти Майориана на Западе не было своего императора. Фактическим правителем был Рицимер, который не спешил назначать монарха. Этим воспользовался король вандалов Гейзерих, который выдвинул своего кандидата — Олибрия, зятя Валентиниана III (на сестре его супруги был женат сын Гейзериха Гунериха). Чтобы оказать давление на Рим, вандалы заявили, что договор, заключённый ими с Майорианом, утратил силу, и совершили ряд набегов на побережье Италии и Сицилии. Тем не менее Рицимер проигнорировал Олибрия; 19 ноября 461 года в Равенне он провозгласил новым императором Либия Севера. Точной информации о причинах такого выбора нет. Исследователи полагают, что Рицимер считал Севера полностью безопасным для себя из-за отсутствия у него связей в армии. К тому же, сделав императором сенатора из Лукании, Рицимер мог инициировать сближение с италийской аристократией, которая должна была стать основой его власти.
Существует и альтернативная версия. Автор церковной хроники епископ Виктор Туннунский и Феофан Исповедник пишут, что Север был провозглашён императором ещё 7 июля 461 года, а Идаций сообщает, что это произошло в Риме по инициативе сената. Некоторые исследователи считают, что здесь нет ошибки: сенаторы могли сразу после смерти Майориана провозгласить императором человека из своей среды, а Рицимеру пришлось с этим смириться. По данным Галльской хроники 511 года, в том же году Север получил ещё и консулат, но это, по-видимому, ошибка: он был консулом в 462 году.

### Правление
Власть Ливия Севера распространялась только на Италию: ему отказались подчиняться наместники Майориана в Далмации, Галлии и Испании, Африка к тому моменту контролировалась вандалами, связь с Британией давно была потеряна. По мнению большинства исследователей, даже в Италии Север не обладал реальным влиянием, являясь всего лишь марионеткой в руках Рицимера. Доминирующее положение этого полководца зафиксировано, в частности, на выпускавшихся в то время монетах. На лицевой стороне маленьких бронзовых монет Либия Севера часто было отчеканено изображение профиля императора, а на оборотной стороне — монограмма «R M C E», которую обычно расшифровывают как «RiCiMEr». На бронзовой гире, отмеченной печатью префекта города, есть надпись «salvis dd.nn. et patricio Ricimer», которую можно перевести следующим образом: «по благословению наших господ [западного и восточного императоров] и патриция Рицимера». Таким образом, здесь имя военачальника упомянуто рядом с именами императоров, что является уникальным случаем для римской истории.
Впрочем, существует гипотеза, что монограмму на монетах следует транскрибировать иначе. По мнению исследователя Д. Вудса, эта надпись включает как латинские, так и греческие буквы, и обозначает имя Севера, а не Рицемера. Ф. Ла Грека, поддерживающий Вудса, пишет о содержащихся в источниках «указаниях на автономность от Рицимера и на определённую индивидуальность» Севера.
Монеты Либия Севера чеканились в Риме, Равенне, а также весьма непродолжительное время в Арелате. В его правление было улучшено качество изображения на золотых монетах. До наших дней дошёл также и золотой медальон с именем императора. Два примера законодательной деятельности Либия Севера запечатлены в нескольких новеллах: первая на имя префекта претория Цецины Деция Василия, а вторая лицемерно издана от имени западного императора Севера и восточного императора Льва.
Первая новелла Севера, датированная 20 февраля 463 года, касалась наследства: она аннулировала некоторые не дошедшие до нашего времени положения законодательства Майориана, но подтвердила оговорку, что вдовы не могли отчуждать полученные во время помолвки подарки, которые они сохранили для своих детей, и могли только избавиться от узуфрукта. Вторая новелла Севера, датированная 25 сентября 465 года, вновь изменила брачное право для западной половины римского государства. Она касалась прежде всего заключения браков между представителями ремесленных коллегий и колонами. Теперь, в противовес более ранним постановлениям, относящимся к 397 и 400 годам, объявлялось, что все родившиеся от такого брака дети переходили в право и собственность хозяину колона. Эти новеллы Севера вошли в состав Кодекса Феодосия.

#### Волнения в провинциях

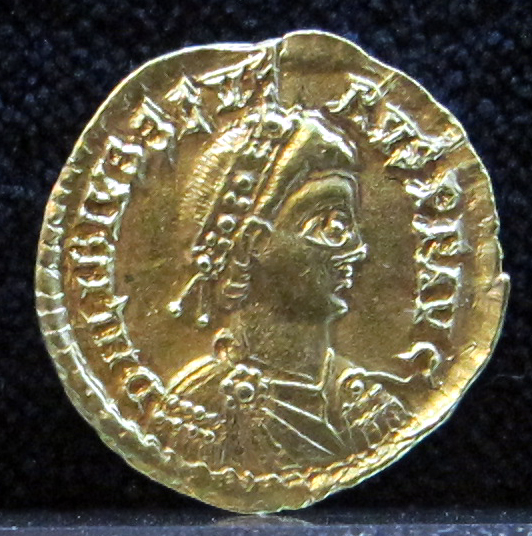
Золотой солид с портретом Либия Севера

Почти сразу же после возведения Либия Севера на престол перед Рицимером встала очень опасная для него проблема — отношение к нему приверженцев погибшего Майориана. К примеру, военный магистр Непоциан, по всей видимости, не имевший никакого другого пути, отправился на службу к вестготскому королю. Эгидий и Марцеллин, которые возглавляли отдельные армии, отказались признать императором Либия Севера, а значит, и владычествующее положение Рицимера. Их позиции являлись угрозой для власти Рицимера и его марионеточного правителя.
Марцеллин был вынужден из-за происков Рицимера покинуть Сицилию и с остатками подчинённых войск возвратился в Далмацию. Фактически он стал самостоятельным правителем этой области, создав своё независимое государство. Далмация, в особенности её прибрежная зона, являлась в принципе благоденствующей провинцией, а её столица Салона являлась одним из самых известных городов Римской империи. Несмотря на то, что Марцеллин единолично управлял Далмацией, он, очевидно, формально признал главенство над собой восточного императора.
Кроме того, Марцеллин был готов свергнуть западного императора при помощи армии. В 463 году появилась вероятность войны с далматским правителем. Видимо, военачальник восстановил свои силы для грядущего конфликта с Рицимером. Последний, наверно, практически не имел войск и поэтому не решился начать войну. Рицимер обратился к императору Льву, который не был заинтересован в окончательной дестабилизации западного государства. Он отправил к Марцеллину послом Филарха для того, чтобы тот уговорил военачальника отказаться от очередной гражданской войны. Марцеллин же был вынужден согласиться.
Аналогично и Эгидий отказался признавать Либия Севера и начал подготовку к войне с ним. В ответ Рицимер заменил Эгидия на посту магистра обеих армий Галлии Агриппином, который был предшественником Эгидия. Незадолго до этого Агриппин находился под обвинением в сношениях с готами и за государственную измену был приговорён к смертной казни. Однако, по всей видимости, не без поддержки Рицимера, он избежал наказания. Эгидий же решил не подчиняться и оставил за собой руководство. В результате в Галлии теперь оказалось два военачальника, которые ненавидели друг друга. Агриппин закрепился на юге Галлии, но часть Галлии, расположенная к северу от Лигера, находилась под контролем Эгидия. Политическая ситуация в Галлии в это время сложилась следующая. Юго-западная часть страны входила в состав вестготского государства. На юго-востоке располагались владения бургундов. На северо-востоке и в Рейнской области римлян постепенно оттесняли франки. В северо-западной Галлии, так называемой Арморике, хозяйничали повстанцы-багауды. Пространство между всеми этими регионами занимала подвластная Эгидию территория. Он, так же как и Марцеллин, пользовался абсолютной самостоятельностью в своём «государстве».
Потерпев неудачу со смещением Эгидия и заменой его на Агриппина, Рицимер решил искать помощь среди варваров. Бургундский король Гундиох в 463 году стал магистром обеих армий Галлии (Агриппин, вероятно, был смещён, поскольку не справился с поставленной целью). Гундиох был назначен не случайно. Он принимал участие во вторжении в Испанию вместе с вестготами и, как следует думать, имел какие-то воинские навыки. Кроме того, король бургундов был родственником Рицимера — его супругой была сестра Рицимера. Также Рицимер обратился за поддержкой и к вестготам.

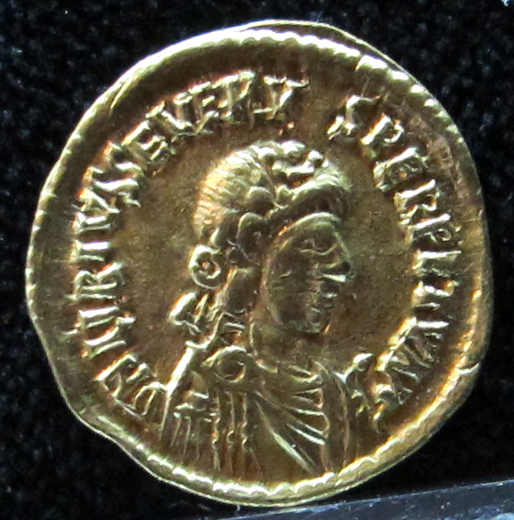
Золотой солид с портретом Либия Севера

Для получения помощи от вестготов Агриппин сдаёт им Нарбонну, несомненно, с согласия Рицимера. Нарбонна являлась давнишней целью вестготов, так как находилась на средиземноморском побережье и была важным стратегическим и экономическим центром. Вестготский король Теодорих II получил город при условии, что будет воевать против Эгидия. Можно отметить ещё одно важное событие. Как известно, Непоциан перешёл к вестготам. В год сдачи Нарбонны в армии вестготов появляется новый римлянин по имени Арборий, который получил должность магистра обеих армий и стал на место Непоциана. Это было связано с тем, что Непоциан, как сторонник Майориана, был не совсем подходящим человеком при заключении соглашения Теодориха с Рицимером. Арборий, возможно, был сенатором из Аквитании, а его назначение было сделано для подталкивания местной знати к войне с мятежным галльским полководцем. Таким образом, Рицимер создал коалицию из римского правительства, варваров и галло-римской аристократии для борьбы с Эгидием. Основной силой этой коалиции были вестготы.
На войну с Эгидием Теодорих отправил своего брата Фридериха. Победа вестготов давала им возможность расширения своего государства на север. Однако Фридерих потерпел поражение и был убит в сражении на берегу Лигера возле Аврелианума. Очевидно, что важную роль в войске Эгидия, разгромившем вестготскую армию, играли салические франки короля Хильдерика I, с которыми галльский военачальник заключил союз. В результате победы над вестготами Эгидий сохранил господство в Северной Галлии. Однако, тем не менее, он не смог вмешиваться в италийские дела. Возможно, Эгидий хотел заключить некое соглашение с вандальским королём Гейзерихом. В мае 464 года им было отправлено посольство к вандалам, которое вернулось в сентябре. Принимая во внимание тот факт, что в 465 году вандалы вели боевые действия против римлян на Сицилии, можно предположить, что стороны достигли определённой договорённости, подробности которой неизвестны. Феномен в римской истории V века, когда полководец, опиравшийся только на свои войска, создавал на вверенной ему территории государство, независимое от центрального правительства, историк Ю. Б. Циркин назвал «генеральскими государствами». Кроме того, Эгидий и Марцеллин не приняли императорский титул и не претендовали на господство над всем государством. Свою власть эти военачальники передают по наследству. Преемником Эгидия стал его сын Сиагрий, а после убийства Марцеллина Далмацией стал править его племянник Юлий Непот.

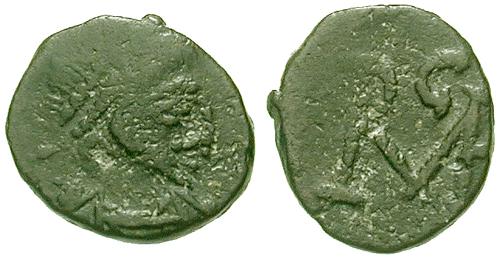
Портрет Либия Севера и монограмма Рицимера на ассе

Проведение немногочисленных военных действий в правление Либия Севера обычно приписывается Рицимеру. Имея целью занять для поселения территории в северной Италии, изгнанные из Галлии вестготами аланы под руководством своего царя Беоргора в 464 году перевалили через Альпы и принялись грабить Паданскую долину. Тем не менее, выступивший против них с армией Рицимер 6 февраля того же года нанёс аланам сокрушительное поражение в сражении неподалёку от Бергамо. Среди большого количества погибших аланов был и Беоргор. Немногие уцелевшие варвары были приняты на службу в римскую армию. Историк Иордан ошибочно относит это событие к периоду правления Прокопия Антемия. Нападение аланов на Италию было сродни налёту 900 алеманнов, разгромленных Майорианом в начале 457 года.
Также продолжались и налёты вандалов, которые происходили каждую весну. Король вандалов Гейзерих лично принимал участие в наиболее важных экспедициях. Вандалы неоднократно разоряли побережье Испании, Лигурии, Тосканы, Кампании, Лукании, Бруттия, Апулии, Калабрии. Они также попытались захватить Сардинию. Гейзерих склонил восточного императора отнестись с безразличием к его походам.

#### Отношения с Восточной Римской империей
Либий Север так никогда и не был признан восточным императором Львом I Макеллой и, таким образом, рассматривался на востоке как узурпатор. Однако в рассматриваемый период это не грозило силовым вмешательством восточного государя в дела запада, подобное чему уже происходило после смерти Гонория. Источники также пронизаны отношением к западному государю как к незаконному правителю (например, Иордан и Марцеллин Комит). К этому времени, как уже говорилось выше, императорская власть распространялась только на территорию Апеннинского полуострова.
Несколько наблюдений может быть сделано в отношении имперской политики Севера. Как и было традиционным для вновь провозглашённых императоров, он находился на посту консула (был признан только в западной половине империи) в 462 году, в первый год своего правления. В 463 году Либий Север назначил западным консулом влиятельного италийского сенатора Цецину Деция Василия, служившего также в качестве префекта претория Италии с 463 по 465 год, должность которого он уже занимал первый раз при Майориане. В 464 и 465 годах, однако, на западе консулы не назначались, в связи с чем на востоке назначали двух консулов. Один из консулов 464 года, между прочим, был Олибрий, который уже предъявлял претензии на западный трон. Признание Либием Севером восточных консулов может представлять примирительную попытку, хотя и неудачную, наладить отношения с константинопольским двором.

### Смерть
Либий Север правил всего около четырёх лет (историк Иордан ошибочно сообщает, что три) и скончался в Риме осенью 465 года. В старших Виндобонских фастах смерть императора относят к 15 августа, кажется, неправильно, учитывая то, что одна из новелл Либия Севера была издана 25 сентября, хотя возможно, что она была опубликована уже после его кончины. Историк VI века Магн Аврелий Кассиодор рассказывает, что император был отравлен по приказу Рицимера, но Сидоний Аполлинарий, источник гораздо более современный описываемым событиям, утверждал в 468 году, что Либий Север умер естественной смертью. Авторы Prosopography of the Later Roman Empire предполагают дату смерти 14 ноября, но не предоставляют никаких доказательств или оснований для этого. То, что Либий Север умер от отравления, вполне может оказаться правдой, поскольку Рицимеру стало невыгодно поддерживать императора, которого не соглашался признавать восточный государь.